# NCIS: Sydney
NCIS: Sydney es una serie de televisión australiana de acción militar que se estrenó el 10 de noviembre de 2023 por Paramount+ Australia y se estrenó por Network 10 el 15 de mayo de 2024. La serie es la primera serie derivada internacional de la franquicia NCIS y cuenta con actores y productores australianos locales. En marzo de 2024, la serie fue renovada para una segunda temporada que se estrenó el 7 de febrero de 2025. En febrero de 2025, la serie fue renovada para una tercera temporada.

## Premisa
NCIS: Sydney es una serie derivada de NCIS y su franquicia, que sigue a un equipo ficticio de agentes especiales del Servicio de Investigación Criminal Naval (NCIS) que investigan crímenes. La serie está ambientada en Sídney, Australia.
Aunque la serie está ambientada en Sídney, la oficina del NCIS de la vida real más cercana en Australia se encuentra en realidad en Perth, a 3290 km (2044,3 mi) de distancia.

## Reparto

### Principales
- Olivia Swann como Michelle Mackey, agente especial a cargo del NCIS[8]
- Todd Lasance como Jim «JD» Dempsey, segundo al mando de la Policía Federal Australiana (AFP)[8]
- Sean Sagar como DeShawn Jackson, agente especial del NCIS[8]
- Tuuli Narkle como agente Evie Cooper, oficial de enlace de la AFP[8]
- Mavournee Hazel como Bluebird «Blue» Gleeson, científica forense de AFP[8]
- William McInnes como Roy Penrose, patólogo forense de la AFP[8]

### Invitados
- Arky Michael como Sacerdote ortodoxo ruso
- Bert LaBonté como Agente Especial del NCIS Ken Carter
- Conrad Coleby como Teniente Comandante Lee
- Daniela Farinacci como Ministra de Asuntos Exteriores Quinn
- Dorian Nkono como Frank Lupo
- Dustin Clare como Kane / Porter
- Georgina Haig como Ana Niemus / Monica Rowe
- Jake Ryan como Nails
- Lewis Fitz-Gerald como Richard Rankin
- Lex Marinos como Dimi
- Linal Haft como Frank Doherty
- Matt Holmes como Agente Especial del NCIS Cummins
- Matt Nable como Detective Sargento Skelton
- Nathan Phillips como Finn
- Nicholas Brown como Intendente Rennie
- Richard Huggett como Asesor
- Tiriel Mora como Theo Blainey

## Episodios
| Temporada | Temporada | Episodios | Episodios | Emisión original        | Emisión original        |
| Temporada | Temporada | Episodios | Episodios | Primera emisión         | Última emisión          |
| --------- | --------- | --------- | --------- | ----------------------- | ----------------------- |
|           | 1         | 8         | 8         | 10 de noviembre de 2023 | 29 de diciembre de 2023 |
|           | 2         | 10        | 10        | 7 de febrero de 2025    | 25 de abril de 2025     |

### Primera temporada (2023)
| N.º en serie | N.º en temp. | Título                     | Dirigido por     | Escrito por                                                           | Fecha de emisión original | Fecha de emisión por Network 10 | Código de prod. | Audiencia AUS (millones) |
| ------------ | ------------ | -------------------------- | ---------------- | --------------------------------------------------------------------- | ------------------------- | ------------------------------- | --------------- | ------------------------ |
| 1            | 1            | «Gone Fission»             | Shawn Seet       | Morgan O'Neill                                                        | 10 de noviembre de 2023   | 27 de noviembre de 2023         | 101             | 0.310                    |
| 2            | 2            | «Snakes in the Grass»      | Shawn Seet       | Escrito por: Michael Miller y Morgan O'Neill Historia de: Stuart Page | 17 de noviembre de 2023   | 22 de mayo de 2024              | 102             | 0.341                    |
| 3            | 3            | «Brothers in Arms»         | David Caesar     | Andrew Anastasios                                                     | 24 de noviembre de 2023   | 29 de mayo de 2024              | 103             | 0.332                    |
| 4            | 4            | «Ghosted»                  | Kriv Stenders    | Tamara Asmar                                                          | 1 de diciembre de 2023    | 5 de junio de 2024              | 104             | 0.252                    |
| 5            | 5            | «Doggiecino Day Afternoon» | David Caesar     | Michael Miller                                                        | 8 de diciembre de 2023    | 12 de junio de 2024             | 105             | 0.359                    |
| 6            | 6            | «Extraction»               | Catherine Millar | James Cripps y Clare Sladden                                          | 15 de diciembre de 2023   | 19 de junio de 2024             | 106             | 0.341                    |
| 7            | 7            | «Bunker Down»              | Kriv Stenders    | Kim Ho y James Cripps                                                 | 22 de diciembre de 2023   | 26 de junio de 2024             | 107             | 0.265                    |
| 8            | 8            | «Blonde Ambition»          | Catherine Millar | Morgan O'Neill                                                        | 29 de diciembre de 2023   | 4 de julio de 2024              | 108             | 0.318                    |

### Segunda temporada (2025)
| N.º en serie | N.º en temp. | Título                        | Dirigido por     | Escrito por                                                      | Fecha de emisión original | Fecha de emisión por Network 10 | Código de prod. | Audiencia AUS (millones) |
| ------------ | ------------ | ----------------------------- | ---------------- | ---------------------------------------------------------------- | ------------------------- | ------------------------------- | --------------- | ------------------------ |
| 9            | 1            | «Heart Starter»               | Jennifer Leacey  | Morgan O'Neill                                                   | 7 de febrero de 2025      | —                               | 201             | —                        |
| 10           | 2            | «Fire in the Hole»            | Jennifer Leacey  | Andrew Anastasios                                                | 14 de febrero de 2025     | —                               | 202             | —                        |
| 11           | 3            | «Back in the USSR»            | Catherine Millar | Guion de: James Cripps Historia de: James Cripps y Clare Sladden | 21 de febrero de 2025     | —                               | 203             | —                        |
| 12           | 4            | «Truth Sabre»                 | Catherine Millar | Tamara Asmar                                                     | 28 de febrero de 2025     | —                               | 204             | —                        |
| 13           | 5            | «Shucked»                     | David Caesar     | Ella Cook y Michael Miller                                       | 7 de marzo de 2025        | —                               | 205             | —                        |
| 14           | 6            | «Hell Weak»                   | David Caesar     | Michael Miller                                                   | 14 de marzo de 2025       | —                               | 206             | —                        |
| 15           | 7            | «Breathless»                  | Jen Leacey       | Michael Miller y James Cripps                                    | 4 de abril de 2025        | —                               | 207             | —                        |
| 16           | 8            | «Blood Is Thicker Than Vodka» | Jen Leacey       | Andrew Anastasios                                                | 11 de abril de 2025       | —                               | 208             | —                        |
| 17           | 9            | «Mango Madness»               | Kriv Stenders    | Steven McGregor                                                  | 18 de abril de 2025       | —                               | 209             | —                        |
| 18           | 10           | «Sting in the Tail»           | Kriv Stenders    | Morgan O'Neill y James Cripps                                    | 25 de abril de 2025       | —                               | 210             | —                        |

## Producción
El 16 de febrero de 2022, se informó que se estaba preparando una serie derivada ambientada en Sídney, Australia. El productor de NCIS: Los Ángeles, Shane Brennan, estaba involucrado en el proyecto.
La serie está creada por Morgan O'Neill. La producción ejecutiva corre a cargo de O'Neill, Sara Richardson y Sue Seeary y la producción de Michele Bennett. El rodaje de la serie comenzó en mayo de 2023. El 19 de marzo de 2024, CBS renovó la serie para una segunda temporada, que se estrenó el 7 de febrero de 2025. Dos episodios especiales de la segunda temporada se rodarán en Darwin y sus alrededores. El 20 de febrero de 2025, CBS renovó la serie para una tercera temporada.

## Emisiones internacionales
En Nueva Zelanda y el Reino Unido, la serie está disponible en streaming a partir del 10 de noviembre de 2023, en TVNZ+ y Paramount+ respectivamente. Será distribuido internacionalmente por Paramount Global Content Distribution y estará disponible para streaming en Paramount+ en territorios seleccionados a nivel internacional.
En Estados Unidos, la serie se estrenó en la cadena matriz de la franquicia, CBS, el 14 de noviembre de 2023 como parte de la programación de reemplazo de disputas laborales de Hollywood de 2023. La segunda temporada se estrenó el 7 de febrero de 2025. En Canadá, la serie se estrenó en Global y se transmitirá simultáneamente junto con la transmisión de CBS, también se estrenó el 14 de noviembre de 2023.